# Fuchsia steyermarkii
Die Fuchsia steyermarkii ist eine Pflanzenart aus der Familie der Nachtkerzengewächse (Onagraceae).

## Beschreibung
Fuchsia steyermarkii wächst als vielästiger Strauch und ist dicht behaart. Er erreicht Wuchshöhen von etwa 2 Metern. Auffallend ist die kupferfarbene Rinde. 
Die gegenständig bis wirtelig an den Zweigen angeordneten, fast sitzenden bis kurz gestielten, festen, linealischen, spitzen Laubblätter weisen eine Länge zwischen 2 und 7 Zentimeter und eine Breite von 2 bis 3 Millimeter auf. Der ganze Blattrand ist umgebogen. Oberseits sind die Blätter leicht feinborstig, unterseits sind sie heller und auf der erhabenen Mittelader sowie am Rand behaart. Die kleinen Nebenblätter sind recht beständig.
Die Blüten erscheinen zu mehreren achselständig. Die gestielten, vierzähligen Blüten mit doppelter Blütenhülle sind zwittrig. Der an der Basis bauchige, dann schlanke und oberseits trichterförmige „Tubus“ ist außen feinborstig und innen im unteren Teil behaart, er erreicht eine Länge zwischen 33 und 37 Millimeter und ist von scharlachroter Farbe. Die spitzen Sepalen sind 13 bis 15 Millimeter lang und rot. Die kleineren Kronblätter sind rötlich. Die 8 Staubblätter sind relativ kurz. Der Fruchtknoten ist unterständig mit einem langen, locker behaarten, keulenförmigen Griffel und leicht gelappter, kopfiger Narbe. Es ist ein Diskus vorhanden.
Samen und Früchte sind nicht bekannt.

## Herkunft
Das ursprüngliche Verbreitungsgebiet der Fuchsia steyermarkii sind die östlichen Hänge der Anden im Süden von Ecuador. Sie kommt dort in Höhenlagen zwischen 1800 und 2000 Meter vor. 